# Iglesia de Candelaria (Antigua Guatemala)
La Parroquia de Nuestra Señora de Candelaria fue un templo católico colonial en la ciudad de Antigua Guatemala que sirvió como ermita para la comunidad indígena del noreste de la ciudad de Santiago de los Caballeros de Guatemala desde 1548 a 1750 y luego como la cuarta parroquia de la ciudad hasta que fue destruida casi completamente por los terremotos de Santa Marta en 1773.  Las imágenes y pinturas que sobrevivieron a los terremotos fueron trasladadas a la nueva Parroquia de Candelaria en la Nueva Guatemala de la Asunción, en donde se encuentran desde entonces mientras que las ruinas de la antigua parroquia han sido víctimas de otros sismos de gran magnitud en 1874, 1917-18 y 1976.

## Reseña histórica

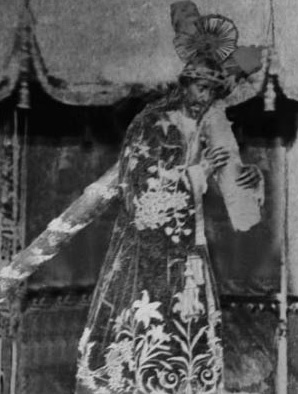
Imagen de Jesús Nazareno de Candelaria en 1898. La imagen se encontraba en la Parroquia de la Candelaria en la ciudad de Santiago de los Caballeros antes de ser trasladada a la Ciudad de Guatemala en 1784.

En 1548 el primer obispo de Guatemala Francisco Marroquín mandó construir la ermita en el sector noroeste de la nueva ciudad de Santiago de los Caballeros, la cual originalmente se conoció como la «Ermita de los Dolores del Cerro». Su construcción concluyó 1550, y desde entonces la afluencia de los indígenas que vivían en los alrededores fue constante, e incluso se impartían misas en idioma pipil hasta la década de 1690. Fue tal la importancia de la parroquia que, finalmente, el barrio indígena que originalmente se había llamado «de Santo Domingo» y «de Málaga» pasó a llamarse «barrio de Nuestra Señora de La Candelaria» por la ermita.
| Barrio                          | Grupo étnico            |
| ------------------------------- | ----------------------- |
| El Sagrario Catedral            | Españoles y criollos    |
| Chipilapa                       | Mulatos y negros libres |
| Santa Cruz                      | Kiché's                 |
| Nuestra Señora de los Remedios  | Mestizos -o ladinos-    |
| San Francisco                   | Kaqchikeles             |
| El Tortuguero                   | Mestizos                |
| Espíritu Santo                  | Mestizos                |
| Santiago                        | Kaqchikeles y mestizos  |
| San Antón                       | Kaqchikeles y mestizos  |
| San Gerónimo                    | Mulatos y negros libres |
| San Sebastián                   | Españoles y mestizos    |
| Nuestra Señora de La Candelaria | Kaqchikeles             |

En 1615, el capitán general Antonio Peraza Ayala Castilla ordenó la restauración del templo, y los trabajos incluyeron la instalación de un nuevo altar mayor.

### Terremotos de San Miguel
Los terremotos más fuertes que vivió la ciudad de Antigua Guatemala antes de su traslado definitivo en 1776 fueron los terremotos de San Miguel en 1717. El 27 de agosto hubo una erupción muy fuerte del Volcán de Fuego, que se extendió hasta el 30 de agosto; los vecinos de la ciudad pidieron auxilio al Santo Cristo de la catedral y a la Virgen del Socorro que eran los patronos jurados contra el fuego del volcán.  El 29 de agosto salió la Virgen del Rosario en procesión después de un siglo sin salir y hubo muchas más procesiones de santos hasta el día 29 de septiembre, día de San Miguel; los primeros sismos por la tarde fueron leves, pero a eso de las 7 de la noche se produjo un fuerte temblor que obligó a los vecinos a salir de sus casas; siguieron los temblores y retumbos hasta las cuatro de la mañana.  Los vecinos salieron a la calle y a gritos confesaban sus pecados, pensando lo peor.
El terremoto derrumbó el templo, pero éste fue reconstruido gracias a fray Francisco Ximénez, O.P., entre 1718 y 1722 y la estructura fue dotada de una fachada con diseños florales en estuco y detalles tipo mudéjar.

### Elevación a parroquia
La fachada tenía columnas en espiral, hornacinas con sillares y capiteles, decoraciones imitando follaje, rosetas y detalladas figurillas; el resto de la estructura tenía Paredes de ladrillo y gruesos muros con piedras y armagasa. El terremoto de San Casimiro en 1751 le ocasionó daños a la estructura nuevamente, pero fueron de menor consideración y en 1754 la ermita se convirtió en parroquia.

#### Terremotos de Santa Marta
De acuerdo a un reporte del fraile dominico Felipe Cadena, O.P. en 1774, el vecindario del barrio de La Candelaria y el convento de Santo Domingo fue en donde el terremoto de 1773 mostró mayores destrozos: los edificios quedaron totalmente por los suelos, las ruinas estaban desparramadas por todos lados mostrando restos de víctimas, y las calles no se podían distinguir por la cantidad de escombros.
En 1776, la capital fue trasladada a la ciudad de Nueva Guatemala de la Asunción luego que los terremotos de Santa Marta de 1773 arruinaran la ciudad de Santiago de los Caballeros de Guatemala por tercera ocasión en el mismo siglo y las autoridades civiles utilizaran eso como excusa para debilitar a las autoridades eclesiásticas —siguiendo las recomendaciones de las Reformas Borbónicas emprendidas por la corona española en la segunda mitad del siglo xviii— obligando a las órdenes regulares a trasladarse de sus majestuosos conventos destruidos a frágiles estructuras temporales en la nueva ciudad.
El 19 de febrero de 1784 cuando trasladaron las imágenes de Jesús Nazareno de Candelaria, de  la Virgen de Dolores del Cerro y la imagen de Nuestra Señora de Candelaria; también se llevaron todo el amueblado y utensilios eclesiásticos que sobrevivieron los terremotos. Llegaron a la Nueva Guatemala el 19 de mayo de 1784 tras un difícil viaje por veredas y fueron recibidos con repique de campanas.

#### Parroquias interinas en Antigua Guatemala
La ciudad empezó a llamarse la «arruinada Guatemala», «Santiago de Guatemala antiguo» y la «antigua ciudad». Fue abandonada por todas las autoridades reales y municipales, y en 1784 por las dos últimas parroquias: Candelaria y Los Remedios, quedándose también sin autoridades eclesiásticas. Pocos años después el arzobispo Cayetano Francos y Monroy autorizó el funcionamiento de tres parroquias interinas que llevaron el nombre de sus antecesoras: San Sebastián, Candelaria y Los Remedios, en donde se guardó la mayor cantidad de obras de arte religioso que permaneció en la antigua Guatemala. El 4 de agosto de 1786 fue declarada villa por real cédula y en 1788 el alcalde mayor de Sacatepéquez pidió autorización para retornar a la Antigua Guatemala. Para 1799 se nombraron dos alcaldes ordinarios y un síndico. La villa ya no era la esplendorosa ciudad que fue, pero el nuevo ayuntamiento logró que Antigua Guatemala resurgiera durante el siglo xix.
En 1804, el arzobispo Peñalver y Cárdenas decidió crear la parroquia de El Señor San José en Antigua Guatemala, la cual incorporó a tres parroquias provisionales que funcionaban en las antiguas iglesias de Candelaria, San Sebastián y Los Remedios. Los bienes de La Candelaria fueron trasladados al edificio de la antigua Universidad de San Carlos Borromeo, y la iglesia abandonada. La nueva parroquia recibió entre los bienes de la Candelaria una imagen del Señor del Descendimiento, la cual es venerada en la parroquia desde entonces.

#### Terremoto del 3 de septiembre de 1874
Abandonada desde 1784, la iglesia de Candelaria sufrió daños catastróficos en 1874. De acuerdo al periódico estadounidense The New York Times, el terremoto de Guatemala del 3 de septiembre de 1874 fue el más devastador de los que se registraron en ese año en todo el mundo. No solamente se destruyó completamente el pueblo de Parramos,
 sino que bandas de forajidos armados con cuchillos y otras armas punzocortantes intentaron asaltar a los damnificados y robarles lo poco que les quedaba; afortunadamente, las bandas fueron capturadas por la policía del gobierno del general Justo Rufino Barrios y ejecutadas sumariamente.
Un testigo relató que el terremoto se sintió como una combinación de una larga serie de movimientos verticales y horizontales que hacían que pareciera que el suelo se movía en forma de olas y que se elevaba hasta un pie de alto por encima de su nivel normal. Otro testigo indicó que el pueblo de San Miguel Dueñas quedó totalmente destruido, y quienes lograron sobrevivir salieron huyendo buscando áreas más seguras.  En total, hubo US$300,000 en pérdidas; los poblados afectados aparte de Antigua Guatemala, Dueñas, Parramos y Patzicía, fueron Jocotenango, San Pedro Sacatepéquez, Ciudad Vieja y Amatitlán.